# Carex austroafricana
Espèce
Classification phylogénétique
Statut de conservation UICN

 LC  : Préoccupation mineure
Carex austroafricana est une espèce de plantes du genre Carex et de la famille des Cyperaceae.

## Répartition et habitat
Cette espèce est endémique du sud de l'Afrique. On la trouve en Afrique du Sud, au Lesotho et au Swaziland. Par contre, sa présence au Zimbabwe est incertaine.

## Référence
1. ↑  (en) UICN : espèce Carex austroafricana  (Kük.) Raymond